# Achyranthes aspera
Achyranthes aspera (em sânscrito:  अपामार्ग) (Fia-ponto, Folha-galo, Folha-ponto, Mato-bana, Papué) é uma espécie de planta da família Amaranthaceae. Ela pode ser encontrada em muitos lugares, crescendo como uma espécie introduzida e uma erva daninha comum. É uma espécie invasora em algumas áreas, incluindo muitos ambientes das Ilhas do Pacífico.